# Eurocopter Colibri

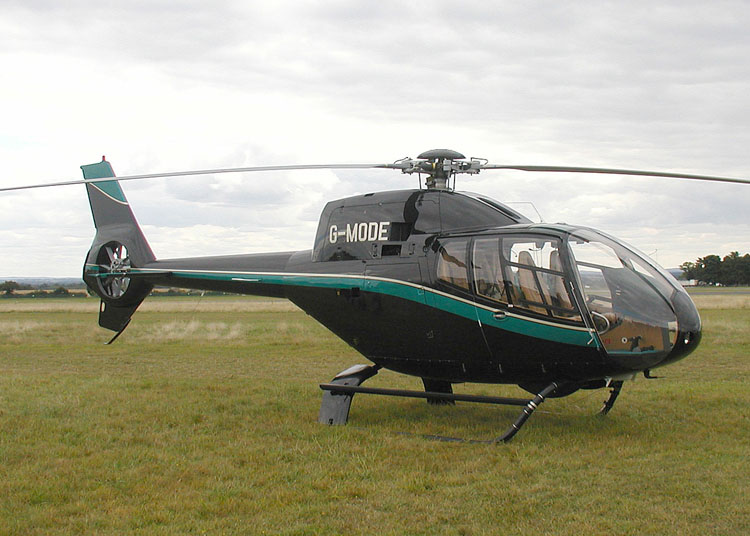
Eurocopter Colibri

Eurocopter Colibri

De Eurocopter Colibri (ook aangeduid als Colibri EC 120 B) is een lichte eenmotorige helikopter gebouwd door Eurocopter.
De Colibri, genoemd naar de kolibrie, kan vier personen vervoeren en een piloot, allemaal in crash-bestendige stoelen. Hij heeft ook een crashbestendig brandstofsysteem. 
Het ontwerp van de cabine (met uitstekend zicht rondom) maakt het toestel geschikt voor vele taken, bijvoorbeeld transport, offshore transport, training, politietaken, gewonden evacuaties en als zakentransport. 
In de rol van evacuatiehelikopter kan de helikopter naast de piloot ook een brancard en een of twee medici vervoeren. voor het transport van goederen heeft de Colibri plek voor 2,94m³ aan bruikbare ruimte. 
De Colibi is voornamelijk opgebouwd uit composietmaterialen, heeft een Turboméca Arrius 2F-motor en een Fenestron-staartrotor, waardoor hij heel stil is. 
Naast civiele doeleinden wordt de Colibri ook gebruikt voor militaire taken, zoals training, observatie en lichte utility-missies. In transport functie kan het 700 kg aan vracht meenemen aan een haak onder het toestel.
De eerste EC 120 werd in 1998 geleverd en aan het einde van 2002 had Eurocopter meer dan 300 Colibri's geleverd aan verschillende klanten. 
De Colibri is een ideale helikopter voor politietaken. Door zijn lage gewicht en sterke motor kan uitrusting dragen zoals infraroodcamera's, zoeklichten en andere handige tools. 

## Specificaties
- Bemanning: 1 piloot
- Capaciteit: 4 passagiers
- Lengte: 11,52 m
- Rotor diameter: 10,00 m
- Hoogte: 3,40 m
- Leeggewicht: 960 kg
- Max takeoff gewicht: 1.715 kg
- Motoren: 1× Turboméca Arrius 2F turbine, 335 kW
- Max snelheid: 280 km/h
- Plafond: 6.100 m
- Actieradius: 771 km